# Harold Baker
Harold Armstrong Baker (Carroll County (Ohio), 31 januari 1882 – Miaoli (Taiwan), 3 november 1971) was een Amerikaans schrijver van christelijke boeken en zendeling.

## Biografie
Baker was zendeling voor de pinksterbeweging in Tibet van 1911 tot 1919 en daarna in China tot 1950 toen hij gedwongen werd het land te verlaten. Vervolgens ging hij naar Formosa (Taiwan) waar hij van 1955 tot aan zijn dood in 1971 doorbracht.
Baker is schrijver van verscheidene boeken die hij vooral tussen 1950 en 1969 schreef.